# Tjønnefoss Station
Tjønnefoss Station (Tjønnefoss stasjon) var en jernbanestation på Treungenbanen, der lå i Nissedal kommune i Norge. Stationen blev åbnet som holdeplads sammen med banen 14. december 1913 under navnet Kjønnefoss. Den blev opgraderet til station 23. oktober 1916, og i april 1921 skiftede den navn til Tjønnefoss.
Stationsbygningen, der ligesom de andre på strækningen blev tegnet af Ivar Næss, stod færdig året efter åbningen. I 1946 blev banen ombygget fra smalspor til normalspor. Trafikken på den blev indstillet 1. oktober 1967, og i 1970 blev sporene taget op. Stationsbygningen blev efterfølgende solgt fra, og der er i dag servering på stedet.